# Aljustrel e Rio de Moinhos
Aljustrel e Rio de Moinhos est une paroisse civile portugaise (en portugais : freguesia) de la municipalité d'Aljustrel dans le district de Beja. Elle est créée en 2013, par fusion des paroisses d'Aljustrel et Rio de Moinhos.

## Géographie
La paroisse est desservie par l'autoroute A2, reliant Lisbonne à l'Algarve.

## Histoire
La paroisse est créée par la loi no 11-A/2013 du 28 janvier 2013 portant réorganisation administrative du territoire des freguesias, en fusionnant les paroisses d'Aljustrel et Rio de Moinhos. Son nom officiel est União das Freguesias de Aljustrel e Rio de Moinhos et son siège est fixé à Aljustrel.

## Démographie
Lors du recensement de 2021, Aljustrel e Rio de Moinhos compte 5 786 habitants. Elle comprend ainsi la majorité de la population de la municipalité d'Aljustrel, qui réunit 8 874 habitants sur quatre paroisses.